# Assemblée législative des Samoa
Pour les articles homonymes, voir Fono (homonymie).
Pour les autres articles nationaux ou selon les autres juridictions, voir Assemblée législative.
XVIIe législature
Assemblée législative des Samoa
L'Assemblée législative des Samoa (en samoan : Fono Aoao Faitulafono a Samoa ou Fono ; en anglais : Legislative Assembly ; dit également palemene en samoan), est le parlement monocaméral des Samoa. Il constitue avec le chef de l'État, le parlement national.

## Fonctions et composition
Elle exerce le pouvoir législatif, et désigne et contrôle l'exécutif. En accord avec le système de Westminster, le Premier ministre et ses ministres sont issus de l'Assemblée, et n'exercent le pouvoir que dans la mesure où ils conservent la confiance d'une majorité parlementaire. Tous les cinq ans, l'Assemblée élit également le chef de l'État, dont les fonctions sont essentiellement symboliques.
L'Assemblée est présidée par l'un de ses membres, élu par ses pairs.

## Système électoral
Les Samoa sont une république parlementaire, s'inspirant du modèle de Westminster. Seules les personnes portant un titre de matai — titre traditionnel de chef de famille — peuvent être élues députés. Le droit de vote s'acquiert à l'âge de 21 ans,.

### Actuel
L'Assemblée législative est composée d'un minimum de 51 sièges pourvus pour cinq ans au scrutin uninominal majoritaire à un tour dans autant de circonscriptions électorales,. Un minimum de 10 % des sièges doivent cependant être occupés par des femmes, soit six députées. À défaut, des sièges supplémentaires sont attribués aux candidates dites « meilleures perdantes » ayant obtenu les meilleurs résultats sans être élues, jusqu'à ce le quota soit atteint, portant ainsi le nombre total de membres au delà de 51,.

### Avant 2019
Les 49 députés sont élus pour cinq ans au suffrage universel direct. Quarante-sept députés sont élus par la population autochtone, tandis que les « électeurs généraux » (métis ou non-autochtones) élisent deux représentants. Ne peuvent être élues députés que les personnes ayant un titre de matai reconnu - c'est-à-dire les « chefs de famille traditionnels ». Un titre de matai peut être détenu par une femme. Depuis les élections législatives de 2011, l'obligation légale d'être matai s'impose également aux deux représentants de la minorité non-autochtone. Les matai sont « désignés par consensus par leurs familles respectives »,.

## Histoire
L'Assemblée législative voit le jour en 1948, pendant l'ère coloniale, alors que les Samoa se trouvent sous souveraineté néo-zélandaise. Cette Assemblée succède au Conseil législatif mis en place en 1920 ; il marque le début de l'autonomie pour les Samoa, et enclenche la transition vers la pleine indépendance du pays en 1962. La première Assemblée accorde douze sièges aux matai autochtones, et cinq aux représentants des colons. Le nombre de représentants autochtones s'accroît ensuite pour atteindre quarante-et-un au moment de l'indépendance, toujours aux côtés de cinq élus non-autochtones. Un amendement constitutionnel en 1963 porte à quarante-sept le nombre de députés autochtones, et réduit à deux le nombre de non-autochtones. Il ne remet toutefois pas en cause le mode de sélection des députés : parmi les autochtones, seuls les matai ont le droit de vote, tandis que les « électeurs généraux » (non-autochtones) bénéficient du suffrage universel. En 1990, tous les Samoans obtiennent le droit de vote.
Jusqu'en 1976, il n'existe pas de partis politiques. Depuis la reconnaissance des partis politiques, le Parti pour la protection des droits de l'homme a dominé la vie politique du pays, remportant systématiquement les élections, bien que les Samoa soient une démocratie multipartite. Depuis 1997, le rôle du chef de l'opposition officielle est officiellement reconnu au sein du Parlement.